# فلسطينيو باكستان
فلسطينيو باكستان هم سكان من أصل فلسطيني يعيشون في باكستان، كان تعداد فلسطينيي باكستان خلال سبعينات القرن العشرين حوالي 8000 نسمة، أما الآن فقد انخفضت أعدادهم إلى حد كبير، حيث أصبح تعدادهم يتراوح بين 400 إلى 500 نسمة، من بينهم عائلات فلسطينية ما زالت تسكن في باكستان، معظم الفلسطينيين الموجودين في باكستان هم من طلاب الطب والهندسة الذين ذهبوا إلى باكستان بقصد التعلم في الجامعات والمؤسسات التعليمية فيها في كل من كراتشي ولاهور وحيدر آباد وكويتا ومولتان، أما العائلات الفلسطينية في باكستان فقد استقرت في أماكن عدة في باكستان أهمها إسلام أباد وكراتشي.
وقد أظهرت السنوات الأخيرة انخفاضا في أعداد الفلسطينيين الذين يهاجرون إلى باكستان، فقد أصبح الطلاب الفلسطينيين يفضلون الذهاب إلى بلدان الشرق الأوسط مثل الأردن للحصول على شهادة البكالوريوس، وخصصت الحكومة الباكستانية 50 مقعدا للطلبة الفلسطينيين في الجامعات الباكستانية في أنحاء عدة من البلاد حيث أن هذه المقاعد موزعة بحيث يكون هناك 13 مقعدا لطلبة الطب و4 مقاعد لطلبة الطب البشري فقط و23 مقعدا للهندسة و10 مقاعد للصيدلة، وتقدم أيضا ثمانية منح دراسية.

## التاريخ
بدأت هجرة الفلسطينيين إلى باكستان في سبعينات القرن العشرين حيث استقرت الكثير من العائلات الفلسطينية في باكستان حيث كان متوفرا التعليم الجامعي وفرص العمل، ولكن منذ تسعينات القرن العشرين أخذت أعداد الفلسطينيين الذين يعيشون في باكستان بالتناقص، حيث أصبح عدد الفلسطينيين الذين يدخلون إلى باكستان محدودا.
في 24 نوفمبر 1989 لقي ثلاثة فلسطينيين من الذين كانوا يعيشون في باكستان مصرعهم في انفجار سيارة مفخخة في بيشاور.

## أشخاص بارزن
- عبد الله عزام